# Phoenix Hagen
I Phoenix Hagen sono una società cestistica avente sede ad Hagen, in Germania. Fondati nel 2004, dopo la scomparsa del Brandt Hagen, non ne sono gli eredi, in quanto all'epoca acquisirono il titolo sportivo dal BG DEK/Fichte Hagen.
Hanno giocato nel campionato tedesco fino al 30 novembre 2016, data in cui, a causa di problemi economici, sono stati esclusi dalla Bundesliga. Nel 2017 riprendono l'attività nella ProA.
Disputano le partite interne nella Ischelandhalle, che ha una capacità di 1.800 spettatori.